# 4863 Yasutani
4863 Yasutani (1987 VH1) là một tiểu hành tinh vành đai chính được phát hiện ngày 13 tháng 11 năm 1987 bởi Seiji Ueda và Hiroshi Kaneda ở Kushiro.